# 高知県幼稚園の廃園一覧
高知県幼稚園の廃園一覧（こうちけんようちえんのはいえんいちらん）は、高知県内の廃園となった幼稚園の一覧。対象となるのは、学制改革（1947年）以降に廃園となった幼稚園、及び分園である。園名は廃園当時のもの。廃園時に幼稚園（分園）が所在していた自治体がその後、合併により消滅している場合は、現行の自治体に含む。その他、現在休園中の県内の幼稚園や分園も事実上廃園となっているものが多いため、参考として本項に記載する。
（）内は、廃園になった年（もしくは、休園の措置が取られた年）、統合先の幼稚園など。明確な月日が記載されていないものは、3月31日付の廃園とする。

## 高知市
- 聖園幼稚園
- みさと幼稚園〈旧〉（2010年幼稚園型認定こども園みさと幼稚園となり、2017年幼保連携型認定こども園みさと幼稚園〈新〉へ移行）[1]
- 鳥越幼稚園（2010年認定こども園もみのき幼稚園へ移行）[2]
- 桜井幼稚園〈旧〉（2011年幼稚園型認定こども園桜井幼稚園となり、2015年幼保連携型認定こども園桜井幼稚園〈新〉へ移行）[3]
- 高須第2幼稚園〈旧〉（2012年認定こども園高須第2幼稚園〈新〉へ移行）[4]
- 芸術学園幼稚園〈旧〉（2015年幼保連携型認定こども園芸術学園幼稚園〈新〉へ移行）[5]
- 杉の子幼稚園〈旧〉（2016年認定こども園杉の子幼稚園〈新〉へ移行）[6]
- 杉の子せと幼稚園〈旧〉（2016年認定こども園杉の子せと幼稚園〈新〉へ移行）[7]
- 杉の子第2幼稚園〈旧〉（2016年認定こども園杉の子第2幼稚園〈新〉へ移行）[8]
- みかづき幼稚園〈旧〉（2017年幼保連携型認定こども園みかづき幼稚園〈新〉へ移行）[9]
- みかづき第二幼稚園〈初代〉（2017年幼保連携型認定こども園みかづき第二幼稚園〈2代目〉へ移行[9]、2020年廃園[10]）
- 高須幼稚園〈旧〉〈2021年認定こども園高須幼稚園〈新〉へ移行）[11]

## 安芸市
- 海の星幼稚園（2022年）[12]

## 南国市
- 南国市立白木谷幼稚園（2000年瓶岩幼稚園と統合し南国市立たちばな幼稚園へ）[13]
- 南国市立瓶岩幼稚園（2000年白木谷幼稚園と統合したちばな幼稚園へ）[13]
- ひまわり幼稚園〈旧〉（2007年幼稚園型認定こども園ひまわり幼稚園、2017年幼保連携型認定こども園ひまわり幼稚園を経て、2021年認定こども園ひまわりへ）[14]
- あとむ幼稚園〈旧〉（2007年幼稚園型認定こども園あとむ幼稚園、2020年幼保連携型認定こども園あとむ幼稚園を経て、2021年認定こども園あとむへ）[14]
- フレンド幼稚園〈旧〉（2015年幼保連携型認定こども園フレンド幼稚園〈新〉へ移行）[15]
- 土佐村立土佐山幼稚園（2004年高知市立とさやま保育所へ統合）

## 土佐清水市
- しみず幼稚園〈旧〉（2010年認可外保育施設ふぞくつぼみぐみと統合し認定こども園しみず幼稚園・ふぞくつぼみぐみ〈新〉へ）[2]

## 四万十市
- 中村幼稚園（2015年認定子ども園なかむら園へ移行）[16]

## 香美市
- 土佐山田幼稚園〈旧〉（2023年幼稚園型認定こども園土佐山田幼稚園〈新〉へ移行）[17]
- 第二土佐山田幼稚園〈旧〉（2023年幼稚園型認定こども園第二土佐山田幼稚園〈新〉へ移行）[17]

## 安芸郡
- 田野町立田野幼稚園（2022年田野町立田野保育所と統合し幼保連携型認定こども園田野っ子へ）[18]
- 安田町立安田幼稚園（2007年認定こども園安田さくら園となり、2015年幼保連携型認定こども園安田さくら園へ移行）[19]

## 吾川郡
- 津野町立郷幼稚園（中央幼稚園へ統合）[2]
- 津野町立船戸幼稚園（同上）[2]
- 津野町立中央幼稚園（2010年津野町立東津野保育園と統合し津野町立認定こども園さくらんぼ園へ）[2]
- いの町立上八川幼稚園（2011年いの町立小川幼稚園へ統合）
- いの町立下八川幼稚園（同上）
- いの町立清水幼稚園（同上）

## 高岡郡
- 檮原町立西川幼稚園（2003年梼原幼稚園へ統合）[20]
- 檮原町立梼原幼稚園（2005年梼原こども園へ移行）[20]
- 越知幼稚園（2024年）[21]